# 辐射化学
辐射化学（英語：Radiation chemistry）为核化学的一部分，是一门研究辐射能作用于物体上产生的化学作用的学科；这与放射化学完全不同，因为经辐射被化学改变的物质不需要表现出放射性。其中一个例子就是将水转变为氢气与过氧化氢。